# Oikopheles
Oikopheles war ein griechischer Vasenmaler und Töpfer, tätig in der 2. Hälfte des 6. Jahrhunderts v. Chr. in Athen.
Er ist nur durch ein Graffito auf einer kleinen schwarzfigurigen Schüssel auf hohem Fuß aus Peristeri in Oxford, Ashmolean Museum G 243 (V 189) bekannt.